# 오로라 (온타리오주)

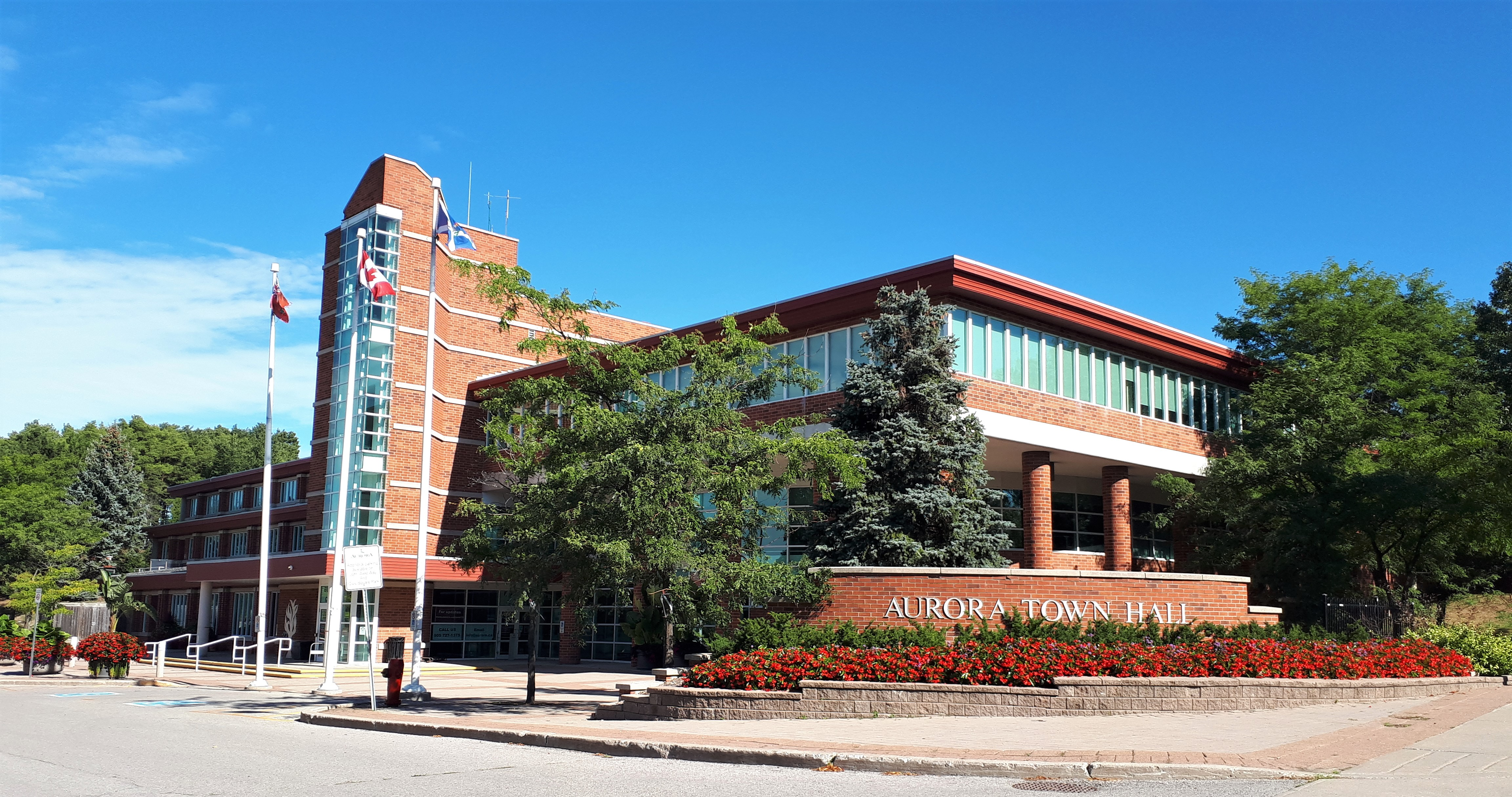
오로라 (온타리오주)

오로라(Aurora)는 캐나다 토론토 대도시권의 요크 지방자치구에 위치한 도시이다. 총 인구는 62,057 명이며, 거주하는 한인들은 100명 이하로 알려져있다.